# Кобільник Володимир
Володи́мир Кобі́льник (нар. 24 або 27 квітня 1904, м. Дрогобич — пом. 28 лютого 1945, м. Шембурґ, Німеччина) — український громадський та політичний діяч, голова Студентської української громади в Кракові. Доктор медицини. Учасник українського руху опору під час Другої світової війни. Референт з питань ідеології Дрогобицького обласного проводу ОУНР, обласний провідник ОУН Дрогобиччини.

## Життєпис
Народився в третій декаді квітня 1904 року у сім'ї Михайла та Розалії Кобільників.
Навчався у Дрогобицькій українській гімназії імені Івана Франка(тепер — Дрогобицька загальноосвітня школа І-ІІІ ступенів № 1 імені Івана Франка), яку закінчив в 1927 році.
У 1934 році закінчив медичний факультет Краківського університету, отримавши звання доктора медицини. Пластун — в Дрогобичі і Кракові.
Член УВО від 1927, ОУН — від 1929 року. Кількаразовий політв'язень польських тюрем — 1931—1932, 1936—1939, окрім того кількаденні ув'язнення.
Член обласного проводу ОУН Дрогобиччини в 1941—1943, заарештований німцями, загинув у концтаборі. Похований у Шембурґу.

## Цікаві факти
Ймовірно у 1923 році став гравцем дрогобицького футбольного клубу «Підгір'я»

## Вшанування пам'яті
На бібліотеці Дрогобицького державного педагогічного університету імені Івана Франка встановлена меморіальна дошка на честь 3-х діячів ОУН та УПА: Андрія Шукатки, Володимира Кобільника та Василя Николяка.